# Saint-Hilaire-du-Rosier
Pour les articles homonymes, voir Saint-Hilaire et Rosier (homonymie).
Saint-Hilaire-du-Rosier est une commune française située dans le département de l'Isère, en région Auvergne-Rhône-Alpes.
Cette commune, située dans la partie inférieure de la vallée de l'Isère également dénommée Sud Grésivaudan, est adhérente de la communauté de communes de Saint-Marcellin Vercors Isère Communauté et ses habitants sont dénommés les Saint-Hilairois.

## Géographie

### Situation et description
Le territoire de la commune de Saint-Hilaire-du-Rosier est essentiellement située dans une boucle de l'Isère, dans la partie occidentale du département de l'Isère, en limite du département de la Drôme, entre les villes de Saint-Marcellin et Romans-sur-Isère.
Son environnement naturel est essentiellement composé de collines et de coteaux qui dominent la vallée.

### Climat
Pour des articles plus généraux, voir Climat d'Auvergne-Rhône-Alpes et Climat de l'Isère.
En 2010, le climat de la commune est de type climat méditerranéen altéré, selon une étude du Centre national de la recherche scientifique s'appuyant sur une série de données couvrant la période 1971-2000. En 2020, Météo-France publie une typologie des climats de la France métropolitaine dans laquelle la commune est exposée à un climat de montagne ou de marges de montagne et est dans la région climatique  Alpes du nord, caractérisée par une pluviométrie annuelle de 1 200 à 1 500 mm, irrégulièrement répartie en été. 
Pour la période 1971-2000, la température annuelle moyenne est de 12,1 °C, avec une amplitude thermique annuelle de 17,8 °C. Le cumul annuel moyen de précipitations est de 923 mm, avec 8,9 jours de précipitations en janvier et 5,8 jours en juillet. Pour la période 1991-2020, la température moyenne annuelle observée sur la station météorologique de Météo-France la plus proche, « Chatte_sapc », sur la commune de Chatte à 6 km à vol d'oiseau, est de 12,0 °C et le cumul annuel moyen de précipitations est de 967,8 mm,. Pour l'avenir, les paramètres climatiques de la commune estimés pour 2050 selon différents scénarios d'émission de gaz à effet de serre sont consultables sur un site dédié publié par Météo-France en novembre 2022.

### Hydrographie
D'une longueur de 286 km, l'Isère borde la partie méridionale du territoire. Elle est également traversée par un de ses affluents, le Furand, issu du plateau de Chambaran et d'une longueur de 20,5 km.

### Voies de communication et transports

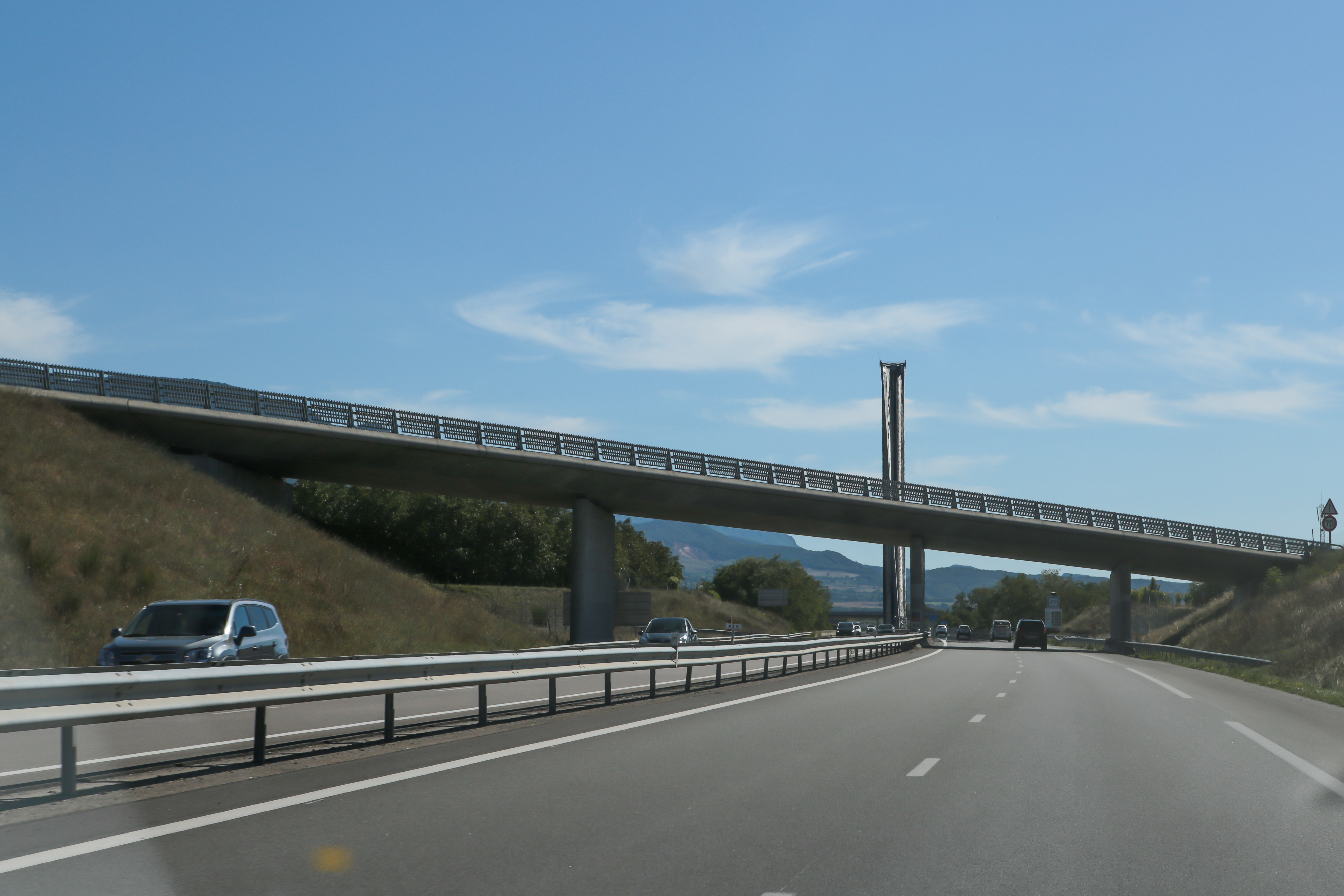
L'A49 sur le territoire de Saint-Hilaire-du-Rosier (pont de la RD1092).

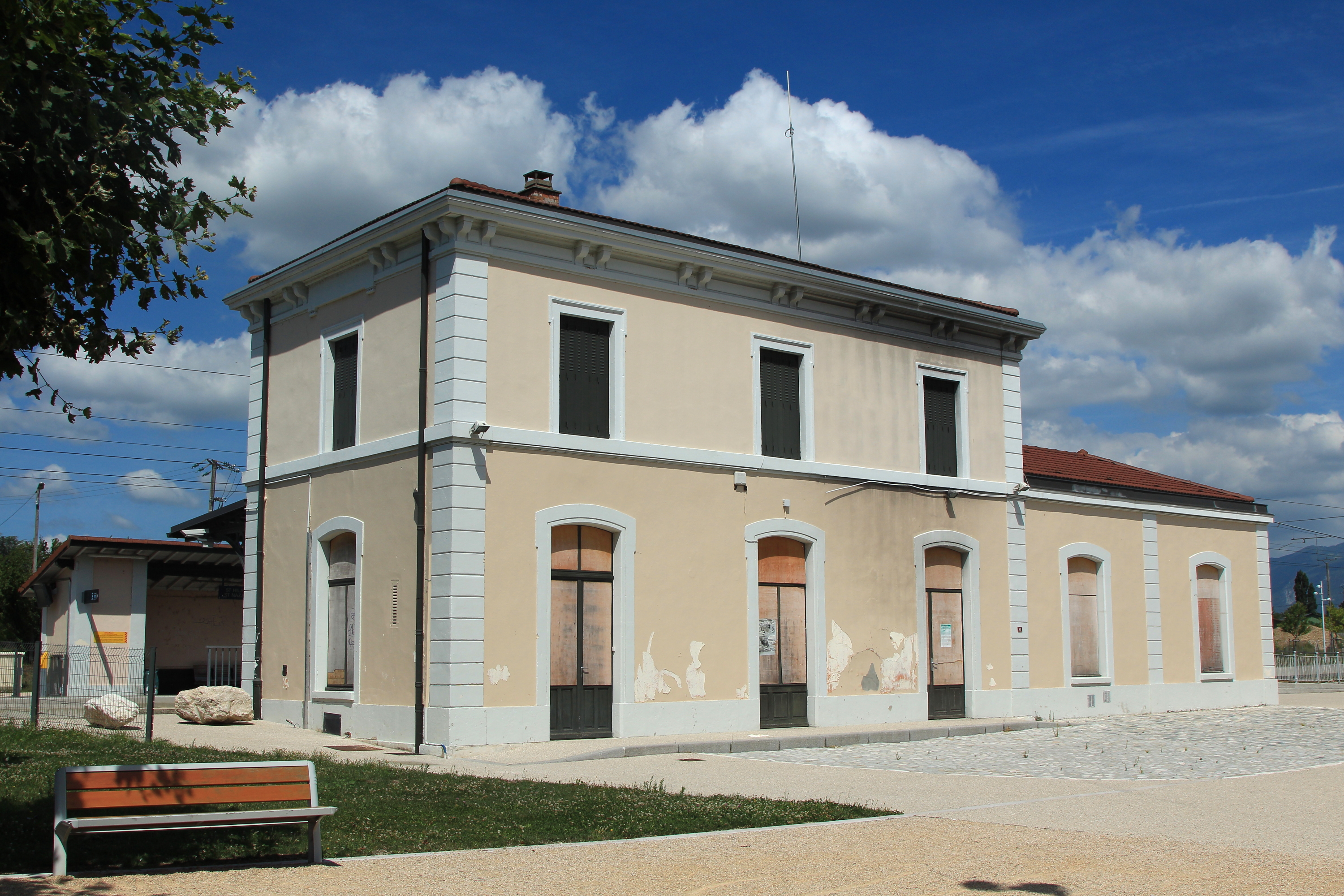
Bâtiment de la gare SNCF.

#### Voies routières
Le territoire de la commune de Saint-Hilaire-du-Rosier est traversé dans sa partie méridionale par deux voies de circulation à vocation nationale : la route départementale 1092 (RD 1092) dénommée ainsi entre Romans et Voiron (qui se dénommait avant son déclassement en route nationale 92) et l'autoroute A49 qui relie Grenoble (Voreppe) à Drôme (Bourg-de-Péage).

#### Transports ferroviaires
La gare de Saint-Hilaire - Saint-Nazaire  est desservie par les trains TER Auvergne-Rhône-Alpes, principalement en provenance de Valence-Ville et à destination d'Annecy via Grenoble et Chambéry.

## Urbanisme

### Typologie
Au 1er janvier 2024, Saint-Hilaire-du-Rosier est catégorisée commune rurale à habitat dispersé, selon la nouvelle grille communale de densité à sept niveaux définie par l'Insee en 2022.
Elle est située hors unité urbaine. Par ailleurs la commune fait partie de l'aire d'attraction de Saint-Marcellin, dont elle est une commune de la couronne,. Cette aire, qui regroupe 17 communes, est catégorisée dans les aires de moins de 50 000 habitants,.

### Occupation des sols
L'occupation des sols de la commune, telle qu'elle ressort de la base de données européenne d’occupation biophysique des sols Corine Land Cover (CLC), est marquée par l'importance des territoires agricoles (75,4 % en 2018), en diminution par rapport à 1990 (77,2 %). La répartition détaillée en 2018 est la suivante : 
terres arables (46,4 %), zones agricoles hétérogènes (24,9 %), forêts (10,9 %), zones urbanisées (7,5 %), cultures permanentes (4,1 %), eaux continentales (3,7 %), zones industrielles ou commerciales et réseaux de communication (2,6 %). L'évolution de l’occupation des sols de la commune et de ses infrastructures peut être observée sur les différentes représentations cartographiques du territoire : la carte de Cassini (XVIIIe siècle), la carte d'état-major (1820-1866) et les cartes ou photos aériennes de l'IGN pour la période actuelle (1950 à aujourd'hui).

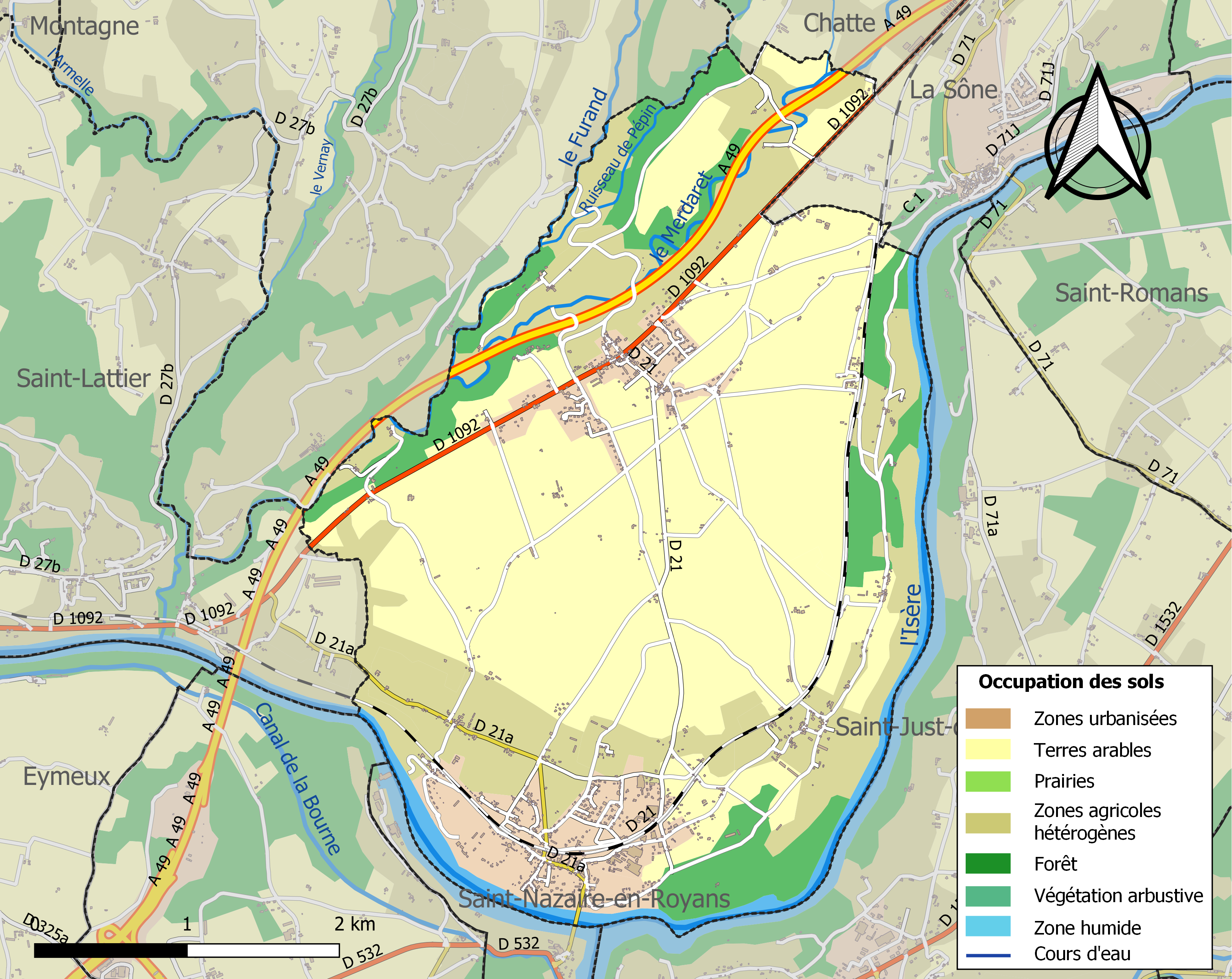
Carte des infrastructures et de l'occupation des sols de la commune en 2018 (CLC).

### Hameaux
- Balan
- La Gare
- La Plaine
- Le Creux
- L'Eglise
- Le Mas
- Les Arriberts
- Les Charbonnots
- Les Cœurs
- Les Guillots
- Les Mourraux
- Les Vachères

### Risques naturels et technologiques

#### Risques sismiques
L'ensemble du territoire de la commune de Saint-Hilaire-du-Rosier est situé en zone de sismicité no 4, en limite de la zone no 3 (sur une échelle de 1 à 5) qui se situe à l'ouest du territoire communal et qui concerne tout le secteur occidental du département de l'Isère.
| Type de zone | Niveau            | Définitions (bâtiment à risque normal) |
| ------------ | ----------------- | -------------------------------------- |
| Zone 4       | Sismicité moyenne | accélération = 1,6 m/s2                |

## Histoire
Durant la Révolution française, le village a choisi comme arbre de la liberté un rosier, d'où son nom actuel, Saint-Hilaire-du-Rosier.

## Politique et administration

### Administration municipale
En 2021, le Conseil municipal compte dix neuf membres (neuf femmes et dix hommes) dont un maire, six adjoints au maire et douze conseillers municipaux. Deux d'entre eux, dont le maire, sont membres du conseil de la communauté de communes du Sud Grésivaudan.

### Liste des maires
| Période                                  | Période   | Identité                | Étiquette | Qualité                  |
| ---------------------------------------- | --------- | ----------------------- | --------- | ------------------------ |
| Les données manquantes sont à compléter. |           |                         |           |                          |
| 1961                                     | juin 1978 | René Bouvarel           | SE        | Chef gastronomique       |
| Les données manquantes sont à compléter. |           |                         |           |                          |
| 1989                                     | mars 2008 | Dominique Bouvarel      | SE        | Entrepreneur individuel  |
| mars 2008                                | mars 2014 | Sylvain Belle           | SE        | Ingénieur agronome       |
| mars 2014                                | mai 2020  | Olivier Feugier-Posilek | SE        | Employé du secteur privé |
| mai 2020                                 | En cours  | Sylvain Belle           | SE        | Ingénieur agronome       |

### Jumelages
Cette commune n'est jumelée avec aucune autre commune.

## Population et société

### Démographie
L'évolution du nombre d'habitants est connue à travers les recensements de la population effectués dans la commune depuis 1793. Pour les communes de moins de 10 000 habitants, une enquête de recensement portant sur toute la population est réalisée tous les cinq ans, les populations de référence des années intermédiaires étant quant à elles estimées par interpolation ou extrapolation. Pour la commune, le premier recensement exhaustif entrant dans le cadre du nouveau dispositif a été réalisé en 2008.

En 2022, la commune comptait 1 934 habitants, en évolution de +1,63 % par rapport à 2016 (Isère : +3,07 %, France hors Mayotte : +2,11 %).
| 1793 | 1800 | 1806 | 1821 | 1831  | 1836  | 1841  | 1846  | 1851  |
| ---- | ---- | ---- | ---- | ----- | ----- | ----- | ----- | ----- |
| 735  | 740  | 771  | 903  | 1 015 | 1 020 | 1 017 | 1 094 | 1 119 |

| 1856  | 1861  | 1866  | 1872  | 1876 | 1881 | 1886 | 1891 | 1896 |
| ----- | ----- | ----- | ----- | ---- | ---- | ---- | ---- | ---- |
| 1 077 | 1 078 | 1 082 | 1 003 | 972  | 922  | 966  | 951  | 966  |

| 1901 | 1906 | 1911 | 1921 | 1926 | 1931  | 1936 | 1946 | 1954  |
| ---- | ---- | ---- | ---- | ---- | ----- | ---- | ---- | ----- |
| 969  | 959  | 976  | 944  | 978  | 1 053 | 979  | 989  | 1 155 |

| 1962  | 1968  | 1975  | 1982  | 1990  | 1999  | 2006  | 2008  | 2013  |
| ----- | ----- | ----- | ----- | ----- | ----- | ----- | ----- | ----- |
| 1 345 | 1 279 | 1 324 | 1 559 | 1 731 | 1 760 | 1 846 | 1 869 | 1 941 |

| 2018  | 2022  | - | - | - | - | - | - | - |
| ----- | ----- | - | - | - | - | - | - | - |
| 1 868 | 1 934 | - | - | - | - | - | - | - |

### Enseignement
La commune est rattachée à l'académie de Grenoble, son groupe scolaire nommé René Bouvarel en hommage à un ancien maire de la commune mort en fonction en juin 1978, a ouvert ses portes, lors de la rentrée 2019-2020, cet établissement regroupe désormais les classes de maternelles et d'élémentaires.

### Médias
Historiquement, le quotidien à grand tirage Le Dauphiné libéré consacre, chaque jour, y compris le dimanche, dans son édition du Sud Grésivaudan, un ou plusieurs articles à l'actualité de la communauté de communes, ainsi que des informations sur les éventuelles manifestations locales, les travaux routiers, et autres événements divers à caractère local.

### Cultes
L'église paroissiale de Saint-Hilaire-du-Rosier, propriété de la commune ainsi que la communauté catholique sont rattachées à la Paroisse Saint-Luc du Sud Gresivaudan, elle même dépendante du diocèse de Grenoble-Vienne.

## Culture et patrimoine

### Patrimoine artistique
Un tableau découvert et exposé dans l'église de Saint-Hilaire-du-Rosier est une copie de la Cène de Saint Grégoire le Grand par Véronèse (1572).

### Patrimoine religieux
Église paroissiale Saint-Hilaire de Saint-Hilaire-du-Rosier (XIXe siècle), considérée comme vétuste et trop petite en 1791, elle a été remplacée par une construction néogothique, en 1872. Son clocher composé initialement de trois cloches datant du XVème siècle, n'en compte désormais plus qu'une seule, les deux autres ayant été fondues à Saint Marcellin en février 1794.

### Monument aux morts communal
Le monument aux morts communal de présente sous la forme d'une colonne qui sert de piédestal à la statue d'un Poilu de la Première guerre mondiale, entouré par quatre obus et un grillage. Les inscriptions évoquent les noms des habitants de la commune décédés lors des deux conflits mondiaux.

### Maisons fortes
- La maison forte de Balan
- La maison forte du Périer

### Personnes célèbres de la commune
- Jean Gabriel Marchand (1765-1851), général, dont le père est né en cette commune.
- Eugénie du Colombier (1806-1888), artiste peintre, potentiellement née en cette commune selon les sources.
- Alexandre Collenot (1902-1936), mécanicien d'aviation, né en cette commune.
- Mélissa Theuriau (1978-), journaliste, productrice de documentaire et actrice dont la famille est originaire de cette commune.

### Héraldique
|  | Saint-Hilaire-du-Rosier possède des armoiries dont l'origine et le blasonnement exact ne sont pas disponibles. |